# Schronisko Żarskie Trzecie
Schronisko Żarskie Trzecie – schronisko między południowymi krańcami wsi Żary i północnymi wsi Dubie w województwie małopolskim. Znajduje się w Wąwozie Żarskim w obrębie rezerwatu przyrody Dolina Racławki. Pod względem geograficznym jest to Dolina Racławki na obszarze Wyżyny Olkuskiej będącej częścią Wyżyny Krakowsko-Częstochowskiej.
W lesie zwanym Lasem Pisarskim na lewych zboczach środkowej części Wąwozu Żarskiego znajduje się grupa skał, a w nich Jaskinia Żarska, Jaskinia Żarska Górna oraz schroniska: Schronisko Żarskie Pierwsze, Schronisko Żarskie Drugie, Schronisko Żarskie Trzecie, Schronisko Żarskie Czwarte i Schronisko Żarskie Małe. Nad dnem wąwozu znajduje się Jaskinia bez Nazwy. Prowadzi do nich ścieżka edukacyjna.
Schronisko Żarskie Trzecie znajduje się w środkowej części skał. Jego otwór jest widoczny ze ścieżki edukacyjnej wiodącej Wąwozem Żarskim.
Jest to niewielkie schronisko. Jego otwór znajduje się na półce skalnej o wysokości 3–6 m. Schronisko ma postać dość wysokiego, krótkiego korytarza zakręcającego pod kątem 90 stopni. Powstało w późnej jurze (oksford) w wapieniach skalistych w wyniku zjawisk krasowych oraz wietrzenia skał. Na ścianach można dostrzec niewielkie formy erozyjne i polewy mleka wapiennego. Namulisko kamienisto-gliniasto-próchnicowe, na dnie zazwyczaj są duże ilości nawianych liści. Próbowano go kiedyś eksplorować – świadczy o tym owalne wgłębienie zaraz za otworem wejściowym. Światło słoneczne dociera niemal do samego końca schroniska, w jego zasięgu na ścianach rozwijają się glony i mchy. Ze zwierząt obserwowano muchówki.
Miejscowej ludności schronisko znane była od dawna. W literaturze po raz pierwszy wymienia go Z. Ciętak w 1935 r. W 1951 Kazimierz Kowalski pisze, że namulisko schroniska nie było badane. W 2017 r. zmierzył schronisko A. Polonius, on też wykonał jego plan.

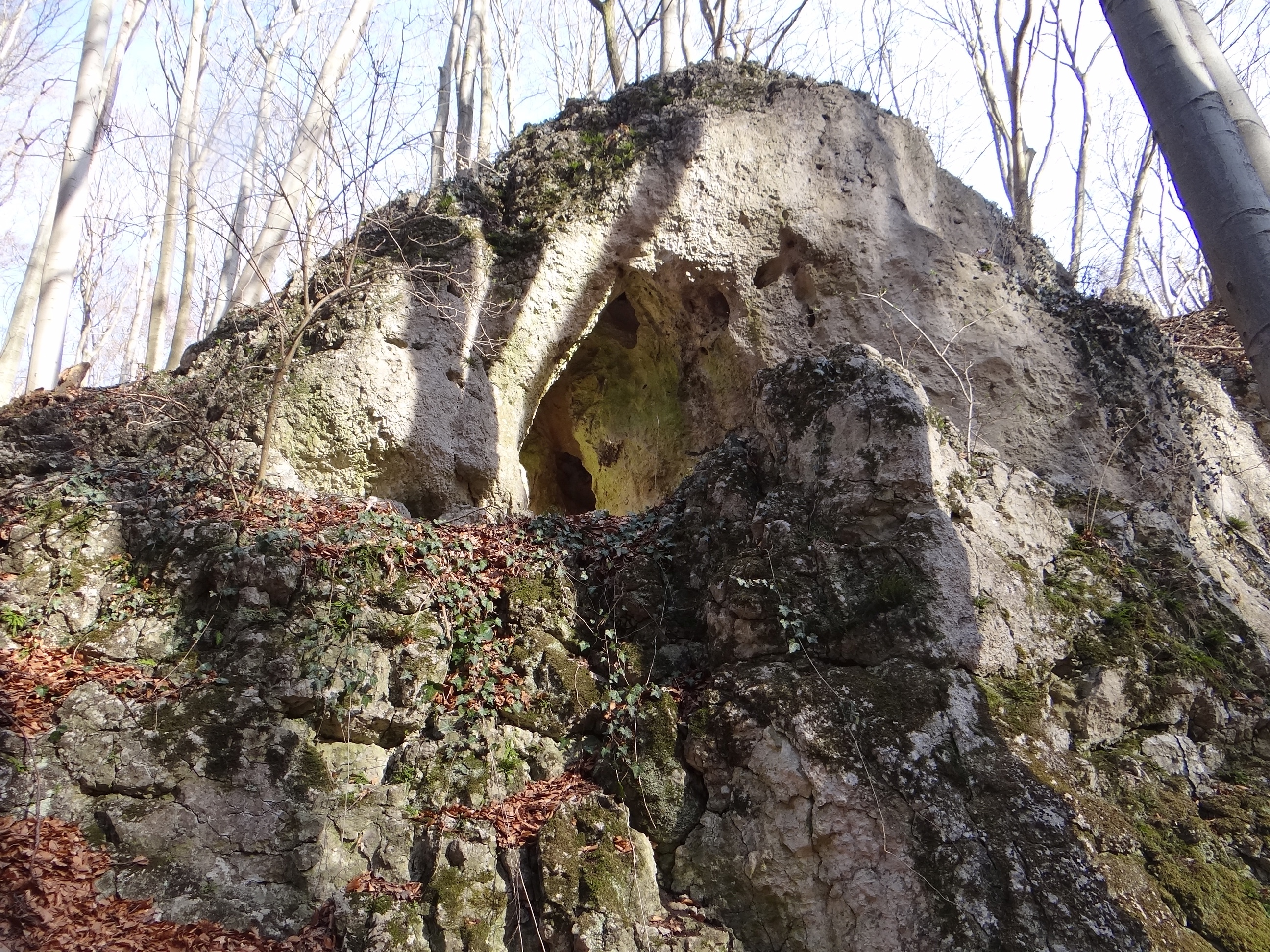
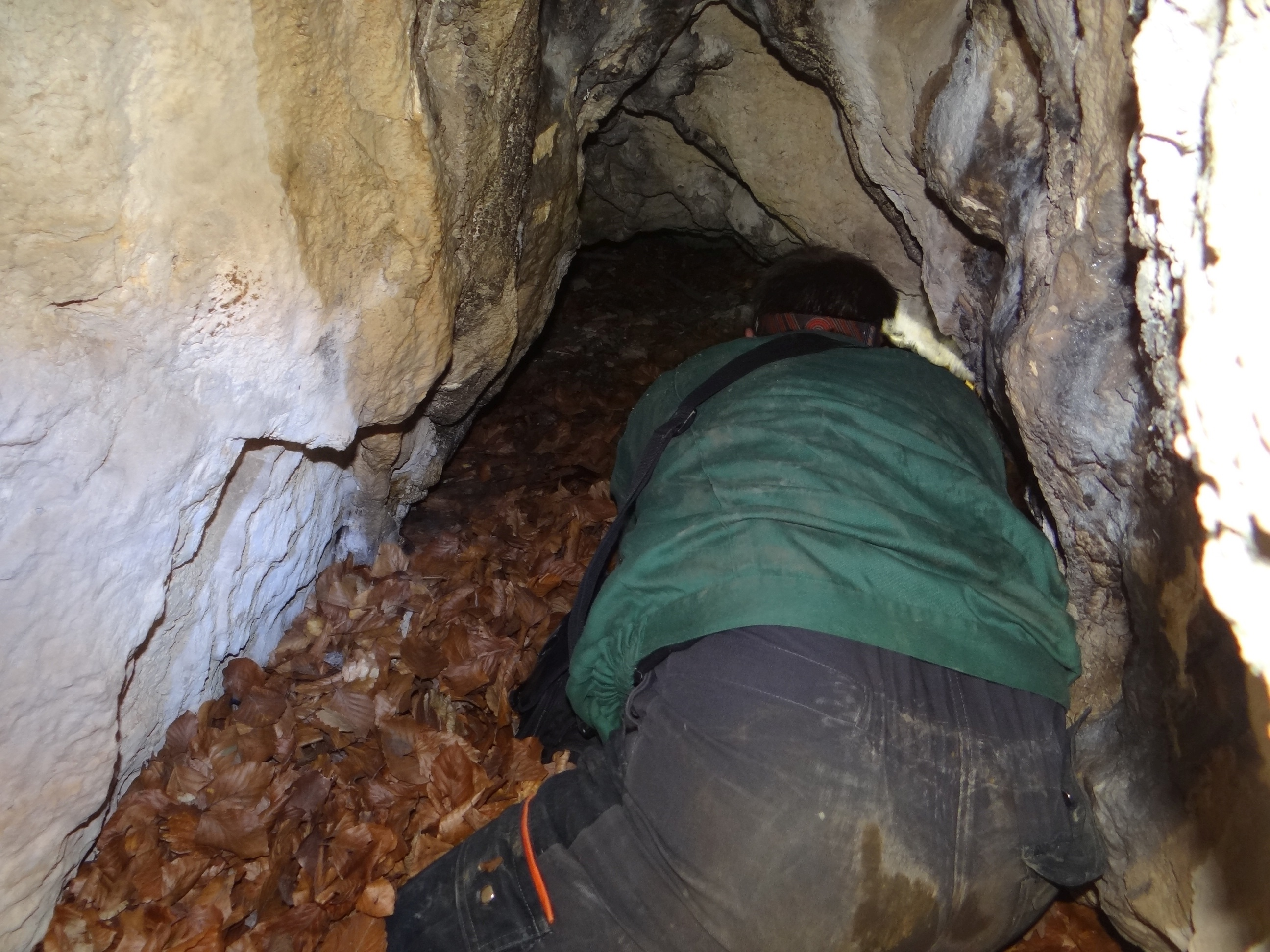
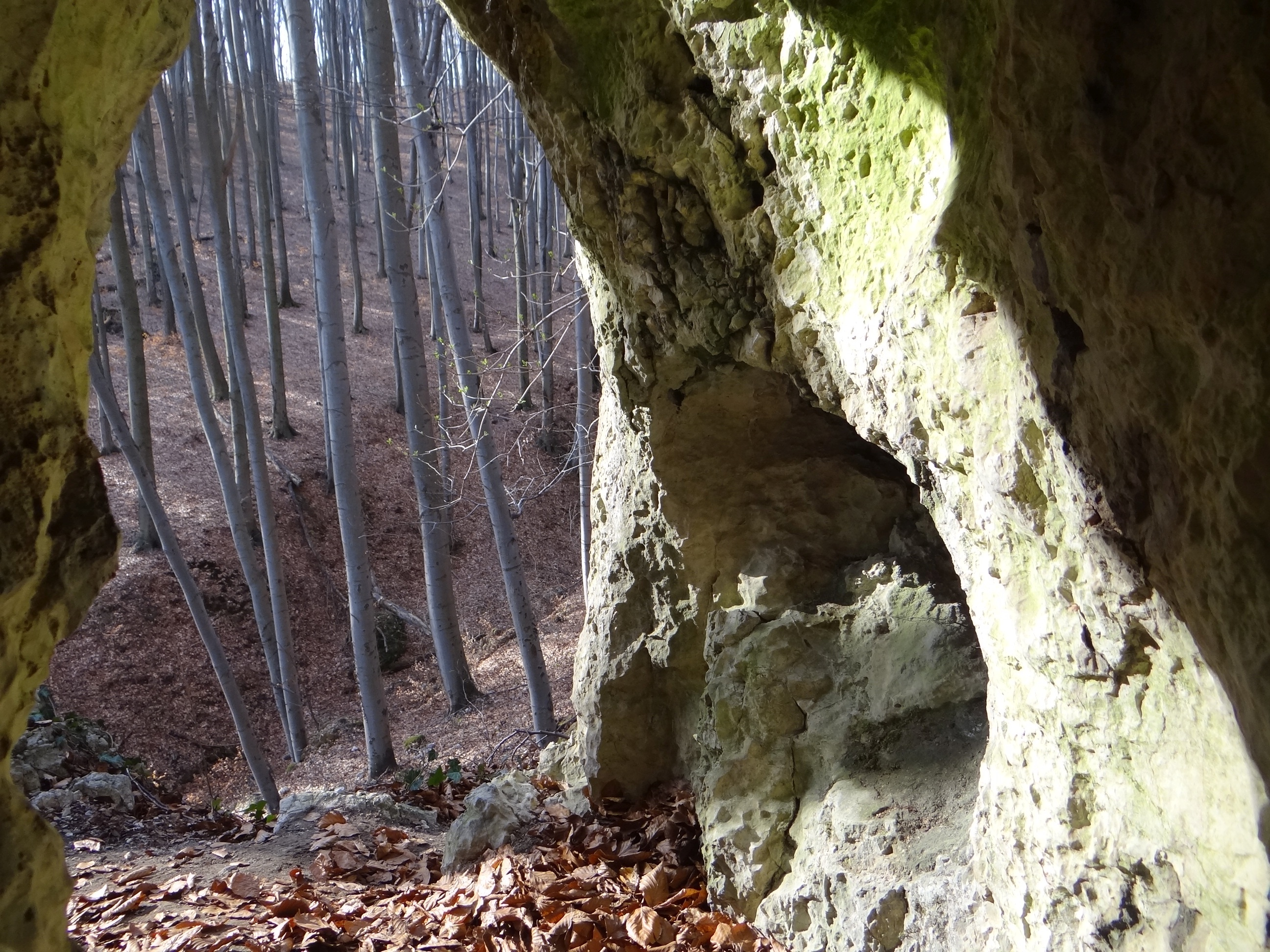
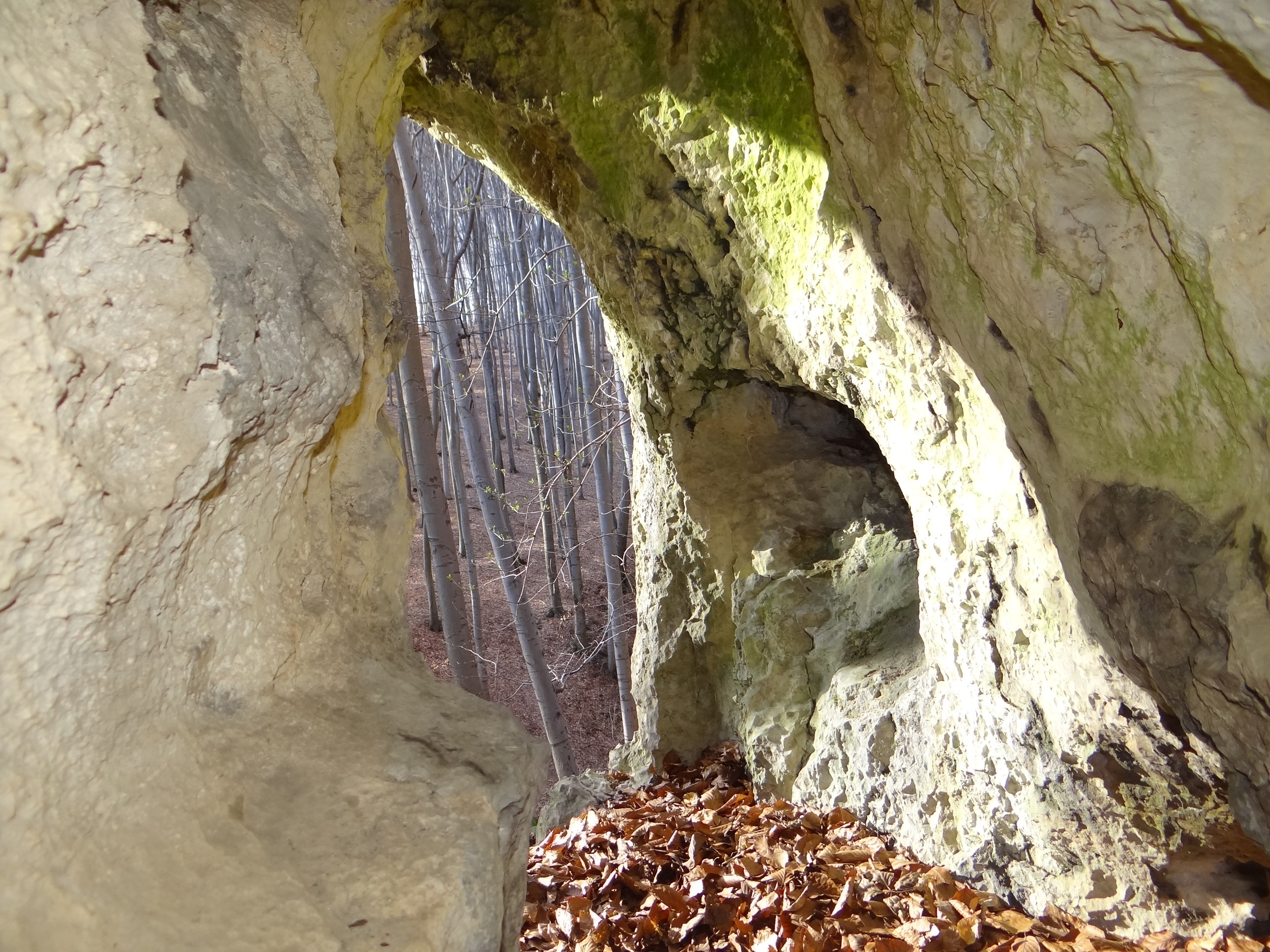

## Szlak turystyczny
żółta, geologiczna ścieżka dydaktyczna w postaci zamkniętej pętli. Od parkingu w Dubiu Wąwozem Żarskim do Doliny Szklarki i z powrotem (inną trasą). 8 przystanków.